# セイコウ・イシカワ

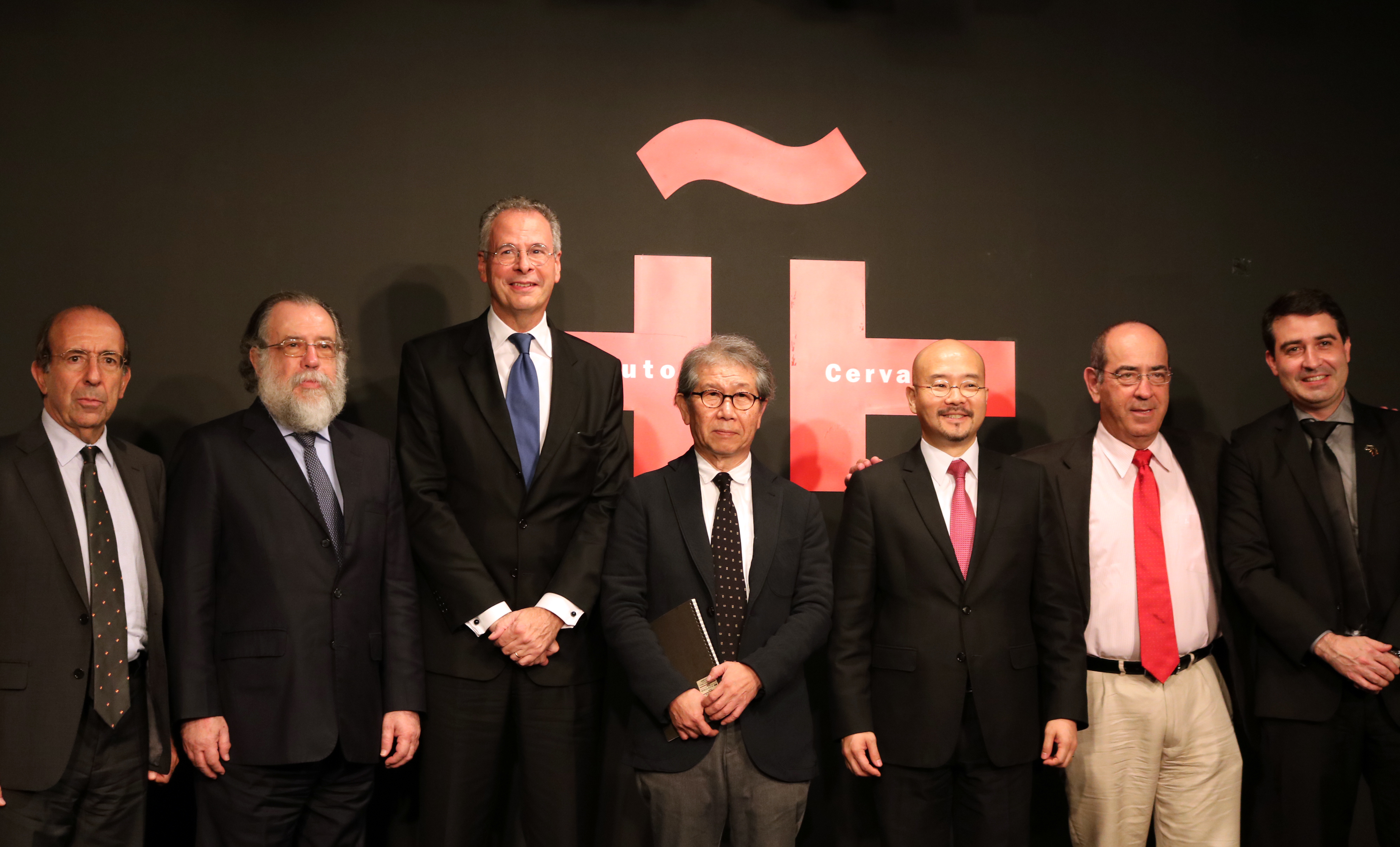
インスティトゥト・セルバンテス東京にて、建築家山本理顕（中央）やゴンサロ・デ・ベニート・セカデス駐日スペイン大使（左）と共に。山本理顕の右隣りにいるのがイシカワ大使（2015年）

セイコウ・ルイス・イシカワ・コバヤシ（スペイン語: Seiko Luis Ishikawa Kobayashi、日本名：石川 成幸 いしかわ・せいこう／セイコウ・イシカワ、1972年11月24日 - ）は、ベネズエラの外交官、大使。
2005年より駐日ベネズエラ大使。シウダ・ボリバル出身。沖縄県出身の日系ベネズエラ人の父親と山梨県出身の日系ベネズエラ人の母親との間に生まれた日系二世。母国語のスペイン語に加えて、日本語と英語にも堪能。

## 経歴・人物
1998年5月、シモン・ボリバル大学を卒業。ハーバード大学大学院やボストンの経営コンサルティング会社で研修した後、2001年3月から駐日ベネズエラ大使館で経済・商務担当官を務める。2004年11月より在スペイン・ベネズエラ大使館の経済・商務担当官。
2005年7月26日、駐日ベネズエラ大使に指名される。同年8月、駐日大使に就任。同年10月31日、皇居で信任状を捧呈した。
駐日大使として在任中の2010年、ベネズエラ生まれのソプラノ声楽家コロンえりかと結婚。結婚式は夫人の出身校である聖心女子大学のチャペルで挙げた。夫人との間に三男一女。
2015年12月15日、内閣総理大臣安倍晋三が日本語を話す駐日各国大使24名を総理公邸に招いて昼食会を主催したが、参加した各国大使のうちイシカワ大使が次席であった。安倍と日本語を話す駐日各国大使との昼食会は毎年度恒例のイベントとなり、第2回（2017年1月10日）、第3回（2017年12月18日）、第4回（2018年12月14日）、第5回（2020年1月8日）の昼食会においてもイシカワ大使が次席で参加している。
2019年2月19日、自由民主党動画チャンネル「CafeSta（カフェスタ）」が配信する武井俊輔司会の番組「ディスカバーワールドin Cafesta」に出演した。
2019年8月7日、原水爆禁止世界大会が長崎で開催されたが、その開会総会ではオーストリア欧州統合外務省の公使ゲオルゲ＝ヴィルヘルム・ガルホーファー、駐日メキシコ大使メルバ・マリア・プリーア・オラバリエタに次いで、非同盟運動議長国ベネズエラの代表としてイシカワ大使が発言し、アメリカ合衆国を筆頭とする核保有国による核兵器の近代化や新型核兵器の開発を非難しつつ、核軍縮と核不拡散を進めて最終的に核兵器を完全廃絶するべきであると訴えた。
2019年9月、イシカワ大使とその夫人、およびベネズエラ大使館員ら5名の保有するSMBC信託銀行の口座が凍結された。これは、さかのぼる8月5日に米大統領ドナルド・トランプの発令した大統領令がベネズエラ政府関係者による米ドル取引を禁じたことに基づく措置であったが、日本円の口座を凍結する根拠を欠いていたため、大使館側の抗議に半分応じる形で10月3日に日本円口座の凍結のみ解除された。
2019年10月22日、皇居正殿松の間で今上天皇の即位礼正殿の儀が執り行われ、イシカワ大使がベネズエラ代表として参列した。
2020年8月6日、原爆投下から75年目を迎える広島で開催された平和記念式典に参列し、原爆死没者への哀悼と平和への祈りを捧げた。

## ベネズエラ危機をめぐる活動
2005年、イシカワが駐日大使を拝命した頃のベネズエラは、原油高による豊富な石油収入を原資として、大統領ウゴ・チャベスの主導する社会主義政策が一定の成功を収めていた。2013年3月にチャベスが逝去すると副大統領ニコラス・マドゥロが暫定大統領を務め、同月14日、憲法の規定に則った大統領選挙において得票率49.1％のエンリケ・カプリレスに対して得票率50.7％を勝ち取り、辛勝ながらも大統領選を制して正式な大統領に就任した。しかし、2015年12月の国民議会選挙で反マドゥロ政権の野党が三分の二を占めたことをきっかけにマドゥロ政権は、国民議会排除と与党が議席を独占する制憲議会設置を強行し、マドゥロ派と反マドゥロ派の対立が深まった。2018年5月21日の大統領選挙も事前に有力な野党政治家の選挙権がはく奪され、それに反発した主要野党がボイコットしている状況下で行われた。マドゥロは国民の投票を監視し、自分に投票しない国民の食糧配給を止めるなどなりふり構わない選挙戦を行った。そのためアメリカ、欧州連合、日本などは選挙の結果を承認しなかった。経済的にも2014年の原油価格下落をきっかけにベネズエラ経済は低迷して、急激なインフレに見舞われ、2018年には通貨を10万分の1に切り下げるデノミを実施する混乱状態に陥った。2019年6月7日の国連難民高等弁務官事務所の発表によればベネズエラを逃れる難民数は400万人を超えたという。
こうしたベネズエラの状況のため、近年のイシカワはベネズエラ情勢をマドゥロ政権の立場から釈明を行うことが多い。2017年5月25日、親マドゥロ政権ベネズエラの駐日キューバ大使、駐日ニカラグア大使、駐日ボリビア臨時代理大使が臨席する日本記者クラブの会見において、国民の8割以上がデモに否定的だとする調査結果や米国による野党勢力への資金援助などを例に挙げてマドゥロ政権の立場を説明し、「真摯に真実を追求してほしい」と求めた。
また、2019年2月1日、日本記者クラブにおいてイシカワは通訳を除けば単独となる記者会見に臨み、国民議会議長フアン・グアイドが暫定大統領への就任を宣言したことについて、「憲法違反であり、政権転覆を企てたクーデターだ。正統性はない」と糾弾し、「グアイド氏は野党間の輪番で国会議長になったにすぎず、全く無名の存在だった。それが彗星のごとく躍り出たのは、米政府が後押ししてクーデターを仕組んだからだ」「暫定大統領就任宣言の前日に、ペンス米副大統領がグアイド氏に電話で宣言を促した」として米国を批判した。イシカワは、マドゥロ支持およびグアイド不支持を前提にした上で、事態収拾の解決策として建設的な対話を求めた。しかし、同年2月19日、外務大臣河野太郎が外務省会見室における記者会見で「我が国としてグアイド暫定大統領を明確に支持することを表明いたします」と公式に表明した。これを受けて翌20日、イシカワは駐日ベネズエラ大使館で記者会見を開き、「ベネズエラ国民は平和的解決を目指しており、グアイド氏への支持表明は対話に向けた努力に水を差す」と指摘した上で「日本は対話を支持してほしい」と訴えた。
2019年2月22日、日本共産党副委員長緒方靖夫がマドゥロ政権を批判した同党声明「弾圧やめ人権と民主主義の回復を ベネズエラ危機について」をイシカワに提出。イシカワは「非常に残念だ。ベネズエラの情勢については何度も説明してきたが、それが宙に浮いてしまったようで心が痛む。ただ、わが国のことを心配していただいていることには感謝している」「現在の事態は米国による介入によって引き起こされたもの」と応じた。これに対して緒方は「米国の金融制裁が始まったのは2017年8月からで、危機はその数年前から起きている」と指摘。貧困化・弾圧などの人権侵害と法の支配の崩壊についての国連文書を引用しつつ、「現在の危機の主要な原因は政権による失政」と反論した。
2019年4月30日にグアイドが離反兵士らに自宅軟禁から救出されたレオポルド・ロペスとともにビデオメッセージを出し、軍に決起を呼び掛けた。これにより反マドゥロ派の軍人たちがマドゥロ政権側と衝突した。その後ベネズエラ各地で衝突が発生した。カラカスや多くの都市でマドゥロ政府軍が10時間にわたり催涙ガスなどを使用してデモを鎮圧した。マドゥロ政権側はこれをクーデターであると非難し、「クーデターは失敗に終わった」と主張している。イシカワも同年5月10日に日本記者クラブで3ヶ月ぶりとなる記者会見を開いて「民主主義を標ぼうしてきた人物が、実際は武器を取ってうそやだましで軍隊に働きかけた」「米国はベネズエラへの介入度合いを強めているが、その最後の道具であったグアイド氏は勢いを失った」とグアイドを非難した。一方アメリカ政府は「アメリカはグアイド氏を暫定大統領だと考えており、明らかにクーデターではない。グアイド氏側による勇敢な行動だ」としてグアイドの行動を支持表明した。

### テキスト
- 大使略歴 | 駐日ベネズエラ大使館
- ベネズエラ国民は制裁に屈しない 独立と主権を守り抜く セイコウ・イシカワ・ベネズエラ大使 - 2019年5月25日
- イシカワ大使迎え「ベネズエラに連帯する集い」開催 真実を知り討論し輪を拡げよう！ - 『思想運動』1040号 2019年5月1日号
- Dialogue, Ending the Economic War and the Lifting of Sanctions Solve the Crisis （英語） - 2019年2月18日
- 〈HOWS新ホール開設〉変革のための学びをともに！ イシカワ大使を迎え「ベネズエラ連帯の集い」開催 - 『思想運動』1012号 2017年12月1日号

### 動画
- 【この視点から】ベネズエラ報道は、どこまで真実を伝えているか～イシカワ駐日大使に聞く20190625 - デモクラシータイムスによる鼎談（2019年6月25日）、発言は日本語
- セイコウ・イシカワ駐日ベネズエラ大使　会見　2019.5.10 - YouTube - 日本記者クラブでの会見（2019年5月10日 16:00～17:00）、発言はスペイン語、日本語の通訳つき
- セイコウ・イシカワ駐日ベネズエラ大使　会見　2019.2.1 - YouTube - 日本記者クラブでの会見（2019年2月1日 13:00～14:50）、発言はスペイン語、日本語の通訳つき
- セイコウ・イシカワ　駐日ベネズエラ大使　2017.5.25 - YouTube - 日本記者クラブでの会見（2017年5月25日 15:00～16:30）、発言はスペイン語、日本語の通訳つき
- 【CafeSta】ディスカバーワールドin Cafesta ゲスト：セイコウ・イシカワ駐日ベネズエラ大使　司会：武井俊輔NM局次長（2019.2.19） - YouTube

| 公職                            | 公職                        | 公職          |
| ------------------------------- | --------------------------- | ------------- |
| 先代 カルロス・ビベロ・ガルシア | 駐日ベネズエラ大使 2005年～ | 次代 （現職） |